# Max Köhler (Maler)

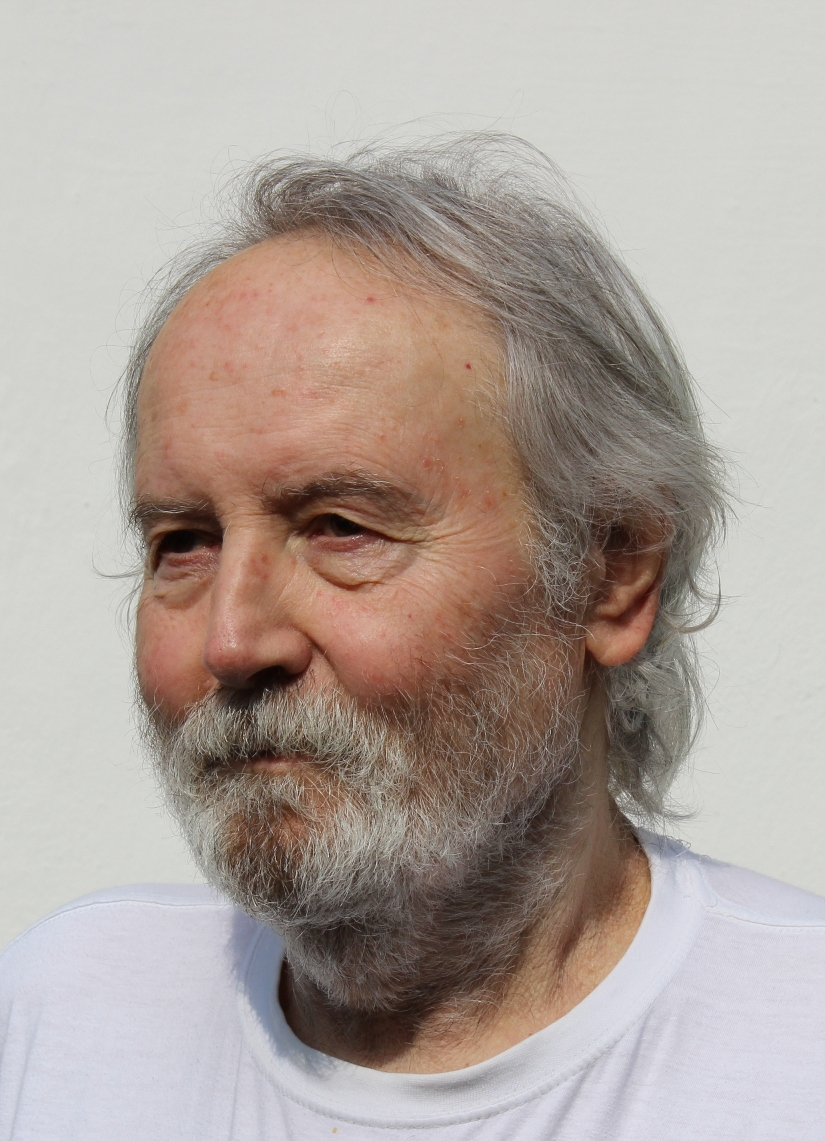
Max Köhler (2015)

Max Köhler (* 17. November 1942 in Pilsen; † 22. Juli 2015 in Schutterwald) war ein deutscher Maler, Fotograf und Autor.

## Leben
Köhler besuchte das Gymnasium in München und absolvierte eine Fotografenlehre in Karlsruhe und Offenburg. Danach studierte er ab 1959 an der Freien Akademie in Mannheim Malerei bei Paul Berger-Bergner. Von 1963 bis 1967 lebte er als freier Maler in Berlin. Es folgte eine Zeit als Fotoreporter und Textredakteur bei verschiedenen Tageszeitungen in Süddeutschland, so dem Offenburger Tageblatt, der Stuttgarter Zeitung, dem Badischen Tagblatt, und als Redaktionsleiter beim Schwarzwälder Boten, unterbrochen von mehrmonatigen Mal- und Studienaufenthalten in verschiedenen Gegenden Deutschlands und Frankreichs. Ab 1988 lebte und arbeitete Köhler wieder als freischaffender Maler. Sein Atelier befindet sich in Schutterwald.
Max Köhler hatte zwei Brüder, einer davon war der Nobelpreisträger Georges J. F. Köhler.

## Werke
Köhlers Malstil ist dem Expressiven Realismus zuzuordnen. In seiner Berliner Zeit malte Köhler vor allem Porträts, später konzentrierte er sich auf die Landschaftsmalerei. Bereits Anfang der 1980er Jahre befasste sich Köhler mit dem Thema „Heimat“, was ihm bis zuletzt ein Anliegen gewesen ist. In dem ihm eigenen Duktus hat er modern-farbige, lebendige und teils stark reduzierte, immer aber gefühlsbetonte Gemälde geschaffen. Hauptthema waren die Landschaften des Schwarzwalds, Porträts und Genremalerei. Köhlers Werke waren in etwa 60 Ausstellungen in mehreren Ländern Europas zu sehen. Etwa 80 seiner Gemälde sind in öffentlichem Besitz.

## Ausstellungen (Auswahl)
- Galerie Wehner, Berlin (1965)
- Galerie 46, Lahr (1977)
- Galerie Oberlin, Straßburg (1988)
- Kunstverein Haslach (1989)
- Schlosshalle Wolfach (1990)
- Rathaus Ettenheim (1992)
- Altes Kapuzinerkloster, Haslach (1993)
- Europaparlament Straßburg (1994)
- Pressehaus, Offenburg (1994)
- Galerie im Alten Schloss, Gaildorf (1995)
- Kurhaus, Baden-Baden (1995)
- Kunstverein Haslach (1995)
- Informationszentrale Deutschland, Wien (1998)
- Schlosshalle Wolfach (1998)
- Galerie im Alten Schloss, Gaildorf (1998)
- Galerie im Schloss, Altenburg/Thüringen (1999)
- St’art, Kunstmesse in Straßburg (1999, 2000, 2001)
- Rathaus Altenburg/Thüringen (2000)
- Rathaus Hofweier (2002)
- Rathaus St. Märgen (2003)
- Rathaus Rust (2005)
- Hans-Thoma-Kunstmuseum, Bernau (2006)
- Museum Vogtsbauernhof in Gutach, Ausstellung „Schwarzwaldmädel“ (2007)
- Lauterbach, Galerie Kimmich, „Landschaft im 21. Jahrhundert“ (2008)
- Aenne-Burda-Stift, Offenburg (2009)
- Museum Niggelturm, Gengenbach (2012)
- Museum im Schloss, Wolfach (2013)
- Kunsthalle Messmer, Riegel (2014)